# Мини-футбол
Футза́л (до 2024 года также ми́ни-футбо́л) — командный вид спорта, одна из разновидностей футбола, соревнования по которому проводятся под эгидой ФИФА.

## История
Первыми в игру, похожую на футзал, начали играть бразильцы в 1920-х годах. На чемпионате мира по футболу 1958 года в Швеции один из руководителей сборной Австрии Йозеф Аргауэр наблюдал за тренировкой бразильцев в зале. Австрийцу очень понравился зальный футбол, увиденный им тогда, и вскоре он организовал пару футзальных матчей у себя на родине. Вскоре новый вид спорта проник в Нидерланды, Испанию и Италию. Голландцы первыми провели свой национальный чемпионат: это произошло в сезоне 1968-69 и победу одержал клуб «Сага’66» («Scagha’66»).
В середине 70-х годов начинается развитие футзала как отдельного и организованного вида спорта. 19 июля 1974 года в Риме прошёл первый матч между национальными сборными: итальянцы победили ливийцев со счётом 9:2. Первый прототип-турнир чемпионата мира прошёл в Будапеште в 1986 году. Среди 8 команд сильнейшей оказалась сборная Венгрии, обыгравшая в финале сборную Нидерландов. В 1989 году в Голландии прошло первое официальное первенство мира под эгидой ФИФА, чемпионами стали бразильцы.

## Правила и особенности игры
Игра ведётся на площадке длиной от 25 до 42 м и шириной от 16 до 25 м. Размеры площадки для проведения международных матчей: длина 38—42 м, ширина 20—25 м.
Продолжительность матча — 2 тайма по 20 минут «чистого» времени (в российском чемпионате с сезона 2009/10 по сезон 2022/23 включительно проводился эксперимент, согласованный с FIFA, согласно которому продолжительность матча составляет 2 тайма по 25 минут).
Используется мяч меньших размеров, чем при игре в футбол на траве. Кроме того, у мяча несколько иные физические характеристики: в частности, отскок мяча значительно меньше, чем у мяча, используемого в «большом» футболе.
Играют 2 команды по 4 полевых игрока и вратарь.
Замены проводятся по ходу матча, и, в отличие от футбола, их число не ограничено.
Также нет и офсайдов. Полевым игрокам разрешено играть любой частью тела, кроме рук.
Задача — забить гол в ворота соперника.
Размер ворот составляет 3 на 2 м.
Самое большое отличие от футбола заключается в тактике игры.
Меньшие размеры площадки и ограниченное количество игроков предопределяют тактику игры, больше похожую на тактику игры других зальных видов спорта (таких, как баскетбол и гандбол).
В большинстве случаев команды играют «один в один», то есть каждый полевой игрок контролирует действия игрока противоположной команды.
Также ограниченное количество игроков подразумевает, что любой игрок участвует как в атаке, так и в обороне. Последний фактор является причиной, по которой состоявшиеся игроки в футбол, как правило, не могут адаптироваться в футзале.
То есть нападающие не возвращаются в защиту и противник атакует при численном превосходстве, а защитники не всегда своевременно подключаются в атаку.
Хотя существуют и обратные примеры: в частности, Алексей Степанов становился как чемпионом СССР по футболу в составе ленинградского «Зенита», так и чемпионом СНГ и России по футзалу в составе «Дины».

## Соревнования по футзалу ФИФА

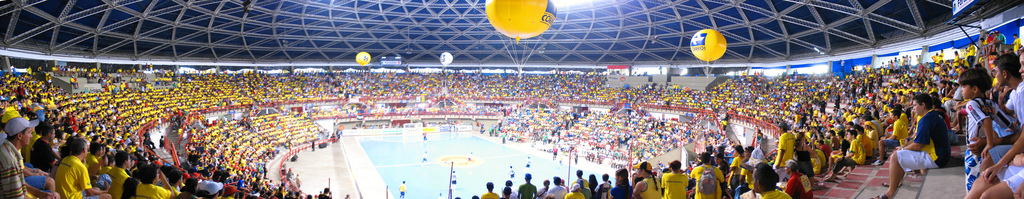
Игра между сборными Аргентины и Бразилии

### Внутрироссийские
- Чемпионат России (Суперлига)
  - Высшая лига
  - Первая лига
- Кубок России
- Суперкубок России
- Кубок Высшей лиги (до 1998 года)
- Кубок Лиги

### Международные
- Чемпионат мира
- Чемпионат Европы
  - Чемпионат Европы среди молодёжных команд (в 2008 году)
- Кубок Америки
  - Чемпионат Южной Америки среди юниоров до 20 лет
  - Чемпионат Южной Америки среди юниоров до 17 лет
  - Лига эволюции КОНМЕБОЛ (бывшая Южноамериканская лига)
    - среди юниоров до 20 лет
    - среди «основных» сборных до 25 лет; результат соревнований определяется по сумме выступлений обеих возрастных категорий
- Чемпионат КОНКАКАФ
- Чемпионат Азии
- Чемпионат Африки
- Чемпионат Океании

### Клубные
- Лига чемпионов УЕФА (до 2018 — Кубок УЕФА)
- Турнир европейских чемпионов (до 2001 года)
- Кубок обладателей кубков (до 2012 года)
- Кубок Либертадорес (до 2015 — Клубный чемпионат Южной Америки)
- Межконтинентальный кубок
- Клубный чемпионат АФК (до 2019 года)